# علم واليس وفوتونا

العلم الفرنسي المستخدم كعلم رسمي لجزر والس وفوتونا

علم والس وفوتونا غير الرسمي

العلم المستخدم مابين عامي 1860 - 1886

هذا العلم هو العلم غير الرسمي لجزر والس وفوتونا وقد أعتمد في سنة 1985 وهو يتكون من خلفية باللون الأحمر ويوجد في وسط العلم أربع مثلثات باللون الأبيض مكونة صليب باللون الأحمر وتوجد في الزاوية العليا اليسرى من العلم نموذج مصغر من العلم الفرنسي اما العلم الرسمي لوالس وفوتونا فهو العلم الفرنسي.

## معنى علم والس وفوتونا
- الأحمر: يرمز إلى الشجاعة.
- الأبيض: يرمز إلى النقاء والمثل العليا.